# St. Helens (Oregon)
St. Helens és una població dels Estats Units i seu del comtat de Columbia a l'estat d'Oregon. Segons el cens del 2000 tenia 10.019 habitants.

## Demografia
Segons el cens del 2000, St. Helens tenia 10.019 habitants, 3.722 habitatges, i 2.579 famílies. La densitat de població era de 889,3 habitants per km².
Dels 3.722 habitatges en un 39,3% hi vivien nens de menys de 18 anys, en un 51,5% hi vivien parelles casades, en un 12,6% dones solteres, i en un 30,7% no eren unitats familiars. En el 24,2% dels habitatges hi vivien persones soles el 7,9% de les quals corresponia a persones de 65 anys o més que vivien soles. El nombre mitjà de persones vivint en cada habitatge era de 2,65 i el nombre mitjà de persones que vivien en cada família era de 3,12.
Per edats la població es repartia de la següent manera: un 30,2% tenia menys de 18 anys, un 9% entre 18 i 24, un 31,7% entre 25 i 44, un 19,6% de 45 a 60 i un 9,6% 65 anys o més.
L'edat mediana era de 32 anys. Per cada 100 dones de 18 o més anys hi havia 96,2 homes.
La renda mediana per habitatge era de 40.648$ i la renda mediana per família de 45.548$. Els homes tenien una renda mediana de 39.375$ mentre que les dones 26.725$. La renda per capita de la població era de 17.237$. Aproximadament el 8,7% de les famílies i l'11,9% de la població estaven per davall del llindar de pobresa.

## Poblacions més properes
El següent diagrama mostra les poblacions més properes.